# Miss America (DC Comics)
Miss America è una supereroina immaginaria dei fumetti dell'Universo DC. Fu creata inizialmente dalla Quality Comics in Military Comics n. 1 (1941), e fu portata alla DC Comics, quando questa rilevò le proprietà della Quality negli anni cinquanta. Mentre il personaggio della Golden Age era di pubblico dominio, le seguenti versioni pubblicate dalla DC non lo furono.

## Biografia del personaggio

### Storia pre-Crisi
Miss America era originalmente Joan Dale, una reporter coraggiosa che aveva un sogno in cui la Statua della Libertà le compariva, donandole il potere di trasmutare gli elementi, ed istruendola nel battere il male. Joan si svegliò per scoprire che ora possedeva questi poteri; adottando un costume con tema patriottico, cominciò a combattere il male nei panni di Miss America.
Ebbe una breve serie in Military Comics dal n. 1 al n. 7, quindi cadde nell'oscurità ad un grado tale che la Timely Comics (ora nota come Marvel Comics) presto si sentì libera di creare un personaggio con lo stesso nome.
Inizialmente Miss America non aveva un costume da supereroina, utilizzando largamente i suoi poteri furtivamente. Nelle storie successive indossava un costume che comprendeva una blusa senza maniche, una gonna a strisce rosse e blu, e un mantello blu allacciato con una stella argentata. Questo costume cambiava continuamente il modo di comparire, forse a causa dei poteri di trasmutazione dell'indossatrice. Dopo la sua serie iniziale, comparve più tardi con una maschera rossa.
Negli anni ottanta, lo scrittore Roy Thomas rinnovò il personaggio. Ci si riferisce a lei per un breve istante nella prima comparsa dei Combattenti per la Libertà nelle pagine di All-Star Squadron, quando disse di essere stata un membro del gruppo che pensava fosse stato eliminato quando Zio Sam tentò di prevenire che l'attacco a Pearl Harbor avvenisse sulla Terra-X.
Nella continuità pre-Crisi, Wonder Woman divenne un membro della Justice Society of America nel 1942, e con Steve Trevor fu la madre di Hyppolita Trevor (Fury).

### Storia post-Crisi
Nella continuità post-Crisi sulle Terre infinite, nella tarda estate del 1941 su Liberty Island, la reporter Joan Dale ebbe un sogno in cui la Statua della Libertà venne alla vita e le garantì il potere di alterare la natura della materia. Ispirata dal sogno, creò un costume colorato e divenne Miss America, una delle prime eroine d'America. In realtà, fu rapita da un'agenzia governativa top secret, il Progetto M, e i suoi poteri furono i risultati di un esperimento segreto. Loro credettero che l'esperimento fosse stato un fallimento e la riportarono nel posto da cui l'avevano presa, lasciandola senza che sapesse nulla (Military Comics n. 1, Secret Origins n. 26).
Più tardi, in quello stesso anno, i giapponesi scagliarono il loro attacco su Pearl Harbor. Zio Sam seppe dell'attacco e delle assemblee di un gruppo di eroi chiamati i Combattenti per la Libertà (con Hourman, Invisible Hood, Magno, Neon lo Sconosciuto, e Red Torpedo) che intendevano impedirlo. La missione fu un disastro e tutti tranne Zio Sam perirono nell'impresa. Sam scoprì più tardi che tre dei suoi alleati erano sopravvissuti, tra cui Miss America. Dopo la missione, fu reclamata dal Progetto M.
Quando Robotman e la Young All-Star visitarono il Progetto M, scoprirono che Miss America era effettivamente viva, anche se in stato comatoso. Si scatenò una battaglia contro Ultra-Humanite, che svegliò Joan dal suo coma. Prontamente ritornò a difendere il suo paese e a fine maggio 1942 si unì alla Justice Society come segretaria del gruppo (Young All-Star n. da 12 a 14 e Annual n. 1).
Nella continuità post-Crisi, le avventure dell'originale Wonder Woman della Golden Age furono cancellate e Miss America la rimpiazzò in molte avventure della Justice Society. Tuttavia, seguendo una retcon in Wonder Woman vol. 2 n. 128, molti mesi dopo che Miss America si unì alla Justice Society, debuttò sulle scene una nuova Wonder Woman e anche lei si unì alla Justice Society. Non è ancora chiaro come questo arruolamento di Wonder Woman influenzò lo status di Miss America con la Justice Society, se ci fu mai (Wonder Woman vol. 2 n. da 130 a 133).
Miss America fu vista un'ultima volta come eroina attiva in un flashback in Justice Society of America, dove lavorò ancora una volta con i Combattenti per la Libertà.

#### Pensionamento
Col tempo, i poteri di Joan Dale cominciarono a svanire e si ritirò come Miss America. Sposò l'Ammiraglio Derek Trevor e, più avanti, divennero i genitori adottivi di Hyppolita "Lyta" Trevor Hall, che divenne l'odierna Fury dell'Infinity Inc..
Lyta rimase incinta del suo compagno di squadra Hector Hall, tuttavia Hector morì presto. Lyta si trasferì dai suoi genitori adottivi, Joan e Derek Trevor, e presto si riunì ad Hector, che divenne il nuovo Sandman. Sapendo che Hector poteva vivere solo un'ora al di fuori della Dimensione Sogno, Lyta ed Hector si sposarono e si unirono insieme al suo interno. Joan e Derek furono presenti al matrimonio.
Mentre Joan Dale non comparì nei fumetti odierni di Sandman, comparì in una fotografia come Miss America in The Sandman n. 57.

### Un anno dopo
Una Joan Dale molto più matura ritornò nel quinto numero di Uncle Sam and the Freedom Fighters (2006), per confrontarsi con un giovane impostore che indossava il mantello che aveva, sotto il controllo di Padre Tempo, pianificato di catturare e neutralizzare il nuovo gruppo dei Combattenti per la Libertà.
Nel numero 6, Joan rivelò che non perse mai i suoi poteri, ma li utilizzò per creare l'illusione che la vide invecchiare e andare in pensione al fine di vivere una vita normale con suo marito. Ora che Derek Trevor morì, lasciò cadere l'illusione e riottenne la sua giovinezza, eroica sembianza per aiutare Zio Sam e il suo nuovo team. Mentre combatteva la falsa Miss America, Joan scoprì che l'impostore era un ginoide e lo distrusse.

### Miss Cosmos
Nella nuova serie Uncle Sam and the Freedom Fighters del 2007, Red Bee, mutò in una creatura insetto-alieno, e controllò Joan mentalmente per assorbire l'energia esplosiva della Bomba Umana e portarla nello spazio. Joan quindi esplose, e fu presunta morta. Sconosciuto ai suoi compagni, Joan riuscì a mantenere vigile e sveglia la sua coscienza, ricostruendo un nuovo giovane corpo dai materiali esistenti nello spazio. Evoluta in una nuova forma di vita, abbandonò la sua identità di Miss America e ne assunse una nuova: quella di Miss Cosmos.

## Poteri
Miss America possiede il potere di trasmutazione a livello molecolare. La sua esperienza con le scienze fisiche inizialmente abbreviò l'utilizzo del suo potere all'inizio della sua carriera, solitamente utilizzando per cambiamenti temporanei. L'unico limite visto finora conosciuto era la taglia della materia da trasmutare, ma non fu mai esplicito.
Dopo il suo recente ritorno, Miss America sembrò essere molto più abile con i suoi poteri, affermando di essere in grado di trasformare gli organi interni dei suoi nemici in vetro e di ridurli a taglie microscopiche.
La versione impostore che comparve nei numeri 5 e 6 di Uncle Sam and the Freedom Fighters poteva emanare colpi di fuoco dalle mani, e possedeva l'abilità di neutralizzare psionicamente i poteri dei Combattenti per la Libertà.

## Altre versioni

### Principessa Diana
Come descritto in Wonder Woman vol. 2 n. 184 e 185, la Principessa Diana assunse brevemente l'identità di Miss America.
In questa storia, Diana e trevor Byrnes recentemente completarono un'avventura in Skartaris e tentarono di ritornare alle proprie dimensioni di appartenenza. Invece di arrivare nel presente, arrivarono in Virginia ai primi di ottobre del 1943. Lasciando Trevor a bada dei dinosauri e della Villainy Inc., Diana andò in avan scoperta e assistette al conflitto tra Queen Clea e Hyppolita. Notando che Clea stava per averla vinta, Diana decise di intervenire. Per evitare danni alla linea spazio-temporale, si descrisse come "un'eroina oscura durante la guerra" - Miss America, che lei ricordò che Hyppolita aveva menzionato una volta. Insieme, Miss America (Diana) e Hyppolita sconfissero Clea e i nazisti; tuttavia, uno dei nazisti scappò, trovò Trevor e gli prese il Tridente di Poseidone.
Più tardi, quello stesso giorno, Hyppolita e Diana ritornarono a Washington dove Diana vide l'impatto che sua madre aveva sulle donne della città (compresa la compagna di stanza di sua madre, Diana Prince). Appena giunse la notte, Hyppolita e Diana (come Miss America) andarono a caccia di Armageddon, il leader dei sabotatori. Mentre Hyppolita sconfisse Armageddon, Diana recuperò il tridente di Poseidone e scomparve. A quel tempo, tuttavia, Hyppolita si rese conto che la donna con cui combatté non era la vera Miss America. Né quella notte, né quelle successive, Hyppolita chiamò la vera Miss America (Joan Dale) per confermare i suoi sospetti.
Dopo che Diana tornò al presente, capì che sua madre doveva aver scoperto che lei aveva impersonato Miss America.

### Elseworld
Fuori dalla continuità regolare dell'Universo DC, James Robinson e Paul Smith fecero comparire Miss America in The Golden Age del 1993.
Più avanti nella storia, disturbati dall'incremento delle azioni abusive a lunatiche del suo amante Thompson, Joan rubò il giornale bloccato di Thompson e lo diede alla sua amica Paula Brooks, la ladra riformata in costume una volta conosciuta come Huntress/Tigress. Paula prese il lucchetto e presto Joan, lei e il suo amante Lance Gallant furono a conoscenza degli stessi orribili fatti che Paula Kirk aveva finalmente ricordato: che in realtà Tex Thompson era Ultra-Humanite. Il giornale, tuttavia, aveva rivelazioni ancora peggiori, facendo sì che Paula dovette rivolgersi a Johnny Chambers, la cui storia aveva caratterizzato come l'unico supereroe a cui tutti gli altri venivano a porre i loro problemi.
Nel capitolo finale, un consiglio di guerra affrettato fu convocato dai pochi uomini di mistero che conoscevano il segreto di Thompson, e fu studiato un piano: durante l'imminente cerimonia a cui tutti i supereroi statunitensi sarebbero stati a Washington per giurare la loro lealtà, un'altra recluta fu nominato al campo di Thompson, ed espose la verità su Thompson stesso di fronte alla comunità dei supereroi e agli occhi del mondo.
Tuttavia, per resistere alla forza che Thompson aveva a sua disposizione, il fischiatore doveva essere uno dei più grandi, e fu eletto Rex Tyler. Quasi ogni uomo del mistero e supereroe si voltò alla cerimonia della capitale della nazione, e prima che tutto potesse cominciare, Joan salì sul podio e parlò in favore di Tex, tuttavia, prima che potesse esporre tutta la verità, Robotman la assassinò brutalmente.